# NAD Electronics
NAD Electronics er et mærkenavn på et elektronikfirma, hvis produkter inkluderer hi-fi-forstærkere og relaterede komponenter. NAD var en forkortelse for New Acoustic Dimension.
Virksomheden blev grundlagt i London, England, i 1972 af Dr. Martin L. Borish, en elektrisk ingeniør.
NAD blev overtaget af det danske firma AudioNord i 1991 og derefter solgt i 1999 til Lenbrook Group of Pickering fra Toronto, Canada.
- NAD 3060, 1978[4]
- NAD 701 Receiver
(1992–1994)[5]
- PP-2 Phono-Preamp
- C 715 CD-Receiver
(2007–2012)[6]
- A/V-Komponent, 2009